# 塞维拉伊·厄兹蒂尔克
塞维拉伊·厄兹蒂尔克（土耳其語：Sevilay Öztürk，2003年11月28日—），土耳其女子游泳运动员。她曾代表土耳其参加2016年和2020年夏季残疾人奥林匹克运动会游泳比赛，获得一枚铜牌。